# Masters de Indian Wells 1974
El 1974 American Airlines Tennis Game fue la 1.ª edición del Abierto de Indian Wells, un torneo del circuito ATP. Se llevó a cabo en las canchas duras de Tucson, en Arizona (Estados Unidos), entre el 1 de abril y el 7 de abril de ese año.

## Ganadores

### Individual masculino
John Newcombe venció a  Arthur Ashe, 6–3, 7-6

### Dobles masculino
Charlie Pasarell /  Sherwood Stewart vencieron a  Tom Edlefsen /  Manuel Orantes, 6–4, 6–4